# Spagna ai Giochi della II Olimpiade
La Spagna partecipò ai Giochi della II Olimpiade di Parigi. La rappresentativa iberica conquistò una medaglia d'oro nella palla basca.
In tutto all'Olimpiade presero parte 8 atleti spagnoli.

## Medaglie

### Medagliere per discipline
| Sport        | Oro | Argento | Bronzo | Totale |
| ------------ | --- | ------- | ------ | ------ |
| Pelota basca | 1   | 0       | 0      | 1      |
| Totale       | 1   | 0       | 0      | 1      |

### Medaglie d'oro
| Medaglia | Nome                              | Sport        | Evento          |
| -------- | --------------------------------- | ------------ | --------------- |
| Oro      | José de Amézola Francisco Villota | Pelota basca | Torneo maschile |

## Risultati

### Canottaggio
| Evento      | Pos. | Imbarcazione | Primo turno    | Semifinali              | Finale    |
| ----------- | ---- | --- | -------------- | ----------------------- | --------- |
|             |      | |                |                         |           |
| Singolo     | —    | Antonio Vela | Non completata | Eliminato               | Eliminato |
|             |      | |                |                         |           |
| Quattro con | 8°   | Réal Club Barcelona Juan Camps Mas, José Fórmica-Corsi, Ricardo Margarit, Orestes Quintana Antonio Vela (timoniere) | -              | 6:38.4 2°, semifinale 1 | Eliminato |
|             |      | |                |                         |           |

### Pelota basca
| Evento        | Pos. | Squadra                           | Partita 1                                       |
| ------------- | ---- | --------------------------------- | ----------------------------------------------- |
|               |      |                                   |                                                 |
| Squadra a due | 1°   | José de Amézola Francisco Villota | Vittoria vs. Maurice Durquetty/Etchegaray (FRA) |
|               |      |                                   |                                                 |

### Scherma
| Evento   | Pos.     | Schermidore            | Primo turno              | Quarti                       | Ripescaggio | Semifinali               | Finale    |
| -------- | -------- | ---------------------- | ------------------------ | ---------------------------- | ----------- | ------------------------ | --------- |
|          |          |                        |                          |                              |             |                          |           |
| Fioretto | 25°-34°  | Mauricio Ponce de Léon | Qualificato dalla giuria | Non qualificato dalla giuria | Eliminato   | Eliminato                | Eliminato |
|          |          |                        |                          |                              |             |                          |           |
| Spada    | 35°-104° | Mauricio Ponce de Léon | 3°-6° in pool M          | Eliminato                    | Eliminato   | Eliminato                | Eliminato |
|          |          |                        |                          |                              |             |                          |           |
| Sciabola | 9°-16°   | Mauricio Ponce de Léon | 1°-4° nella pool         | -                            | -           | 5°-8° nella semifinale B | Eliminato |
|          |          |                        |                          |                              |             |                          |           |